# Kap der Guten Hoffnung

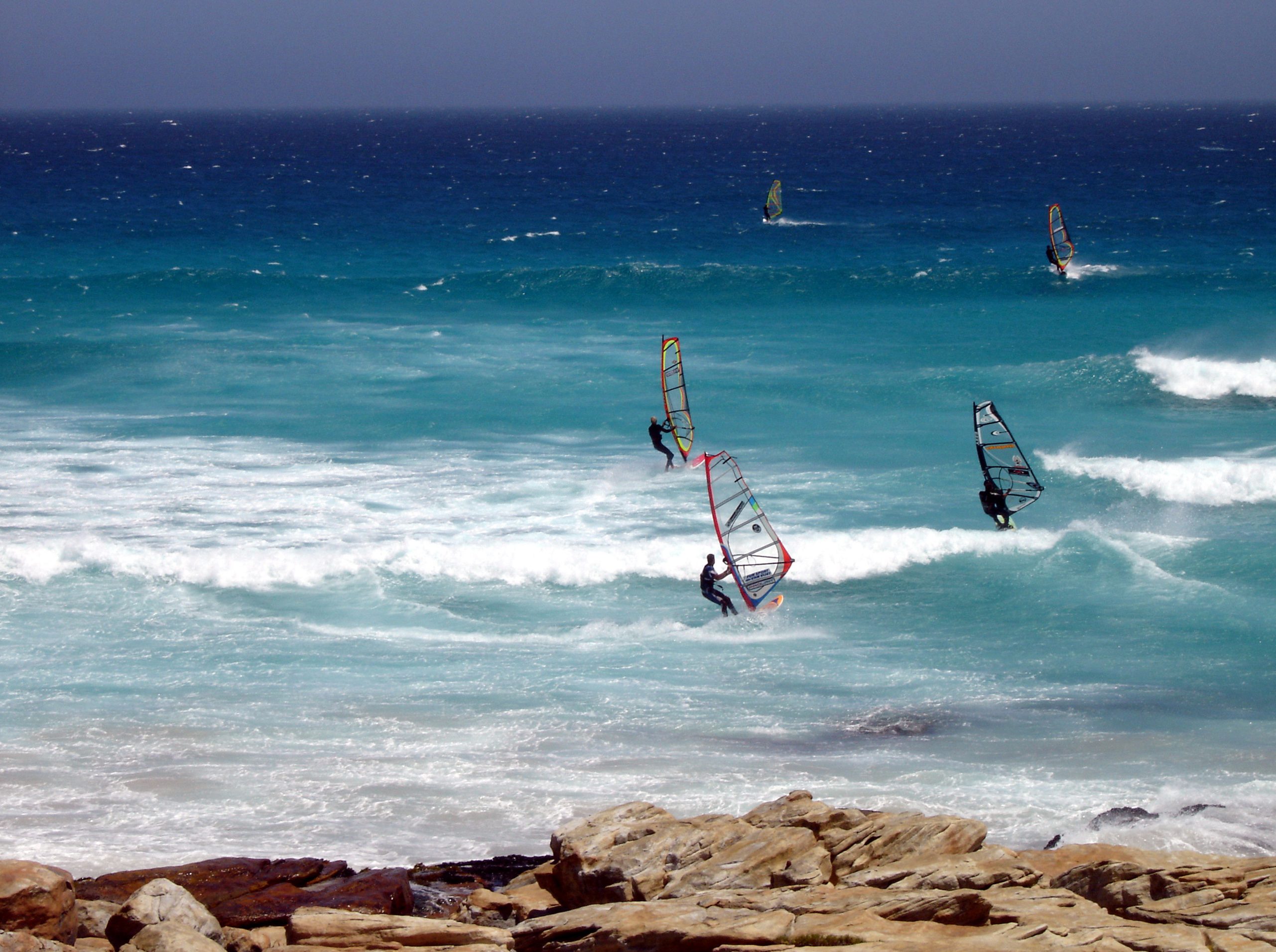
Surfer am Strand Neptune’s Diary, Kap der Guten Hoffnung

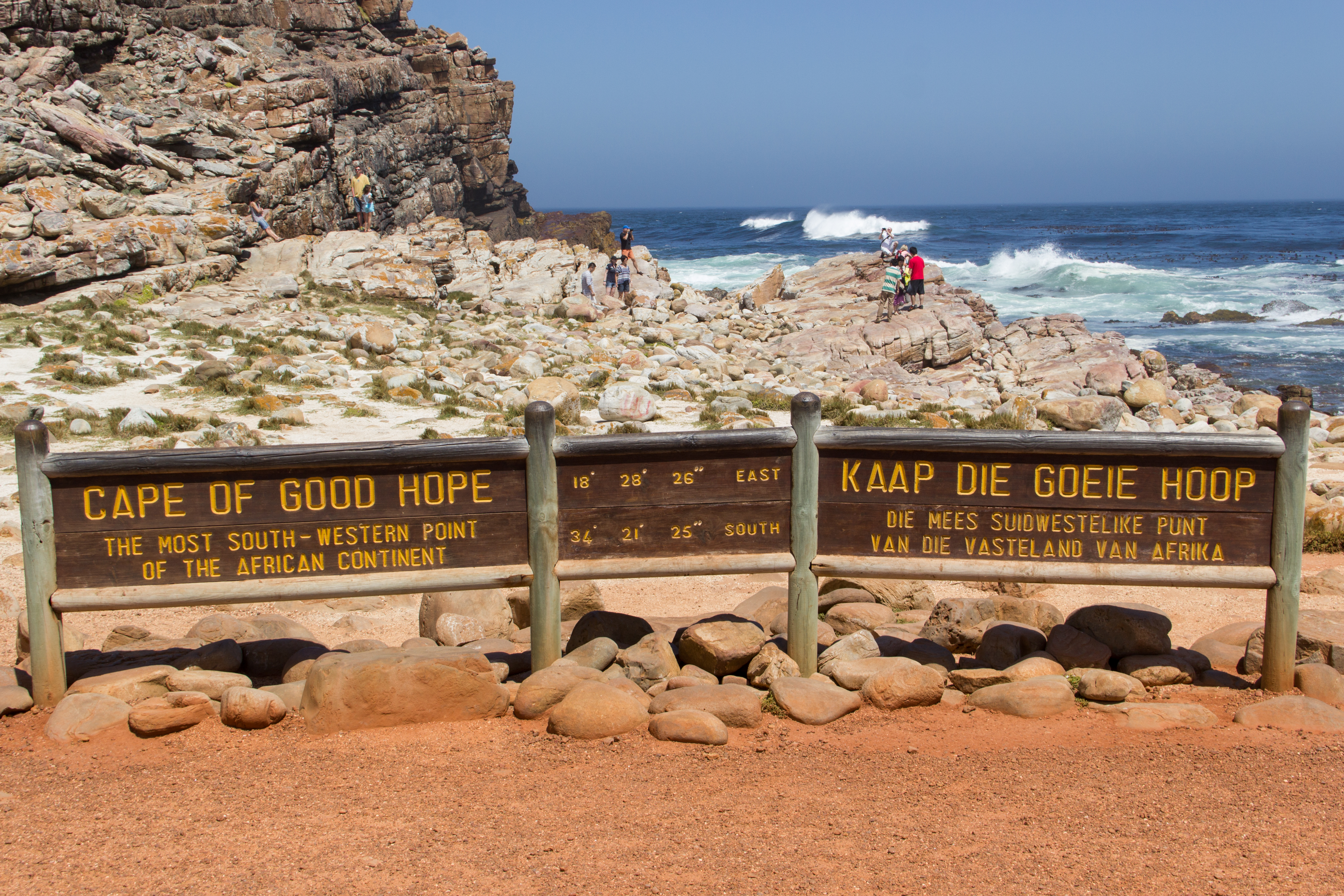
Schild am Kap der Guten Hoffnung

Das Kap der Guten Hoffnung (niederländisch Kaap de Goede Hoop, afrikaans Kaap die Goeie Hoop, englisch Cape of Good Hope, portugiesisch Cabo da Boa Esperança) ist ein sehr markantes, früher wegen seiner Klippen gefürchtetes Kap nahe der Südspitze Afrikas. Politisch gehört es zur Provinz Westkap der Republik Südafrika. Es liegt im Nationalpark Tafelberg.

## Geographie
Das hohe und steile Kliff mit vorgelagertem Felsstrand liegt wie Cape Point am Südende der Kap-Halbinsel, etwa 44 km südlich des Stadtzentrums der nach ihm benannten Metropole Kapstadt. Es ist der südwestlichste Punkt Afrikas – nicht der südlichste, das ist das rund 150 km entfernte Kap Agulhas – und damit jenes Kap, an dem die afrikanische Westküste endet und die Südküste beginnt, wo nach Osten der Atlantische in den Indischen Ozean übergeht.
Die Felsenlandschaft am Kap der Guten Hoffnung dehnt sich auch unter Wasser aus. Ein Großteil dieser Klippen liegt mit einem halben bis drei Meter nur wenig unter dem Meeresspiegel und kann bei Niedrigwasser sichtbar werden. Die oft starken auflandigen Winde am Kap können ein Segelschiff Richtung Küste drücken, wo es an den Untiefen auflaufen kann. Dies wurde schon zwei Dutzend Schiffen zum Verhängnis, deren Wracks dort auf dem Meeresgrund liegen.
Während auf einem Holzpaneel nahe am Wasser angegebene geographische Koordinaten 34° 21′ 25″ S, 18° 28′ 26″ O lauten, steht der Leuchtturm bei 34° 21′ 14″ S, 18° 29′ 25″ O.
Auswertungen von Satellitendaten (Satellitengeodäsie – TerraSAR-X wurde im Juni 2007 gestartet) haben gezeigt, dass am Kap die Wahrscheinlichkeit von Monsterwellen größer ist als andernorts. Als Grund gilt das Zusammenwirken von starken Winden und einer gegenläufigen (warmen) Wasserströmung, dem Agulhasstrom.

## Nautische Geschichte
Im April 1488 wurde das Kap erstmals von einem Europäer gesichtet, dem portugiesischen Seefahrer und Entdecker Bartolomeu Dias, als er bereits (in Küstenferne) die Südspitze Afrikas umrundet hatte und sich auf dem Rückweg nach Norden befand. Dias war mit zwei Karavellen und einem Versorgungsschiff im Sommer 1487 (vermutlich Ende August) zu einer streng geheimen Entdeckungsreise gestartet; wegen der verordneten Geheimhaltung der Entdeckerfahrt liegen keine schriftlichen Aufzeichnungen vor. Darum ist nicht eindeutig zu klären, ob Dias mit seinem Astrolabium das Sturmkap oder das eigentliche Südkap – Kap Agulhas (Nadelkap) – vermessen hat. Auf dem weiteren Rückweg fand er in der südlichen Walfischbucht sein zurückgelassenes Versorgungsschiff wieder, auf dem aber nur noch vier Mann am Leben waren. Daher traf die Flotte erst Ende Dezember 1488 wieder in Lissabon ein.
Mit der Eröffnung des Suezkanals im November 1869 verlor die Route um die Südspitze Afrikas schlagartig an Bedeutung (siehe auch Entfernungsersparnis). Bei niedrigem Kraftstoffpreis war es trotzdem zeitweise rentabel, den Umweg um die Südspitze Afrikas zu fahren, um die hohen Passagegebühren durch den Sueskanal zu sparen, etwa Ende der 2000er Jahre.
In der Nähe des Kaps dient seit 1860 der Leuchtturm Cape Point Lighthouse der Sicherheit der Seefahrt.

## Name
Bartolomeu Dias nannte die über 20 Kilometer ins Meer vorragende Felsenzunge Cabo das Tormentas (Kap der Stürme). Der portugiesische König Johann II. soll ihm angeblich den neuen Namen gegeben haben, da er zu Recht hoffte, dass nun der Seeweg nach Indien entdeckt sei. Nach Untersuchungen der wenigen noch vorhandenen Dokumente sind sich Historiker heute nicht einig darüber, ob nicht schon Dias die Bezeichnung Cabo da Boa Esperança (Kap der Guten Hoffnung) verwendete. Ein weiterer Grund für die Benennung kann in dem starken Wechsel der Küstenrichtung liegen, welche die – letztendlich richtige – Vermutung aufkommen ließ, dass das südliche Ende des Kontinents nicht mehr fern sei. Darüber hinaus treffen hier der kalte Benguelastrom und der warme Agulhasstrom zusammen. Die im Atlantik südwärts segelnden Seefahrer konnten also eine steigende Wassertemperatur erkennen. Dies zeigte ihnen auf, dass dieses Wasser aus wärmeren Regionen stammte und die Südspitze Afrikas nicht mehr weit entfernt sein dürfte. Eine eindeutige Klärung, woher der Name stammt, ist aber nicht möglich.
Auf Deutsch wurde das Kap bis Ende des 19. Jahrhunderts vor allem als „Vorgebirge der guten Hoffnung“ bezeichnet, zwischen 1870 und 1880 wurde „Kap der guten Hoffnung“ die meistverwendete Bezeichnung. Zwischen 1910 und 1920 gewann die Großschreibung der „Guten Hoffnung“ die Oberhand.